# Portos

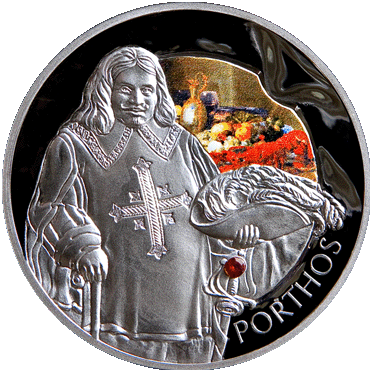
Porthos

Portos – jeden z bohaterów cyklu powieści Alexandre’a Dumasa-ojca: Trzej muszkieterowie, W dwadzieścia lat później, Wicehrabia de Bragelonne. Występuje również w powieści D’Artagnan autora Henry’ego Bedford-Jonesa. Właściwie nazywa się Christopher du Vallon, po nabyciu dodatkowych dóbr (wydarzenia z Dwadzieścia lat później) do nazwiska dochodzą dalsze człony: de Bracieux de Pierrefonds (imię Portosa ujawnione zostaje przez Aramisa ściskającego przyjaciół po ucieczce z niewoli Mazariniego). Wzorem tej postaci był protestant Isaac de Portau.

## Cechy postaci
Portos jest muszkieterem Ludwika XIII, przyjaźni się z Atosem i Aramisem oraz z d’Artagnanem. W przeciwieństwie do przyjaciół nie jest zbyt inteligentny, jego główne atuty to siła fizyczna, waleczność i wierność przyjaźni. Oprócz Atosa tylko on z czwórki przyjaciół żeni się (z prokuratorową Coquenard). Nie ma dzieci. Jego służącym jest Mousqueton, w Dwadzieścia lat później zmieniający nazwisko na bardziej dostojne Mouston. Chociaż Portos nie dorównuje przyjaciołom w inteligencji, jest z nich najbogatszy. Pomimo cechującej go naiwności nie ustępuje pola pozostałym muszkieterom w dowcipnych lub złośliwych konwersacjach (np. rozmowa z Aramisem w poczekalni pana de Treville w Trzech muszkieterach). Nie zna żadnych obcych języków z wyjątkiem hiszpańskiego. Kocha rozkosze podniebienia. Lubi również pozować na wielkiego pana, a także pokazywać, na co rzekomo go stać. Uwielbia opowiadać o sobie niestworzone historie np. swoją kochankę przedstawia jako piękną i bogatą księżną. Ma skłonności do przesadnego wychwalania swojej osoby. W sprawach pieniężnych bywał dość lekkomyślny i wydawał lekką ręką sporo pieniędzy naraz, nie martwiąc się, czy jutro będzie miał za co zjeść śniadanie. Wobec bliskich i przyjaciół lojalny aż do bólu. Dawał się niekiedy wykorzystywać innym, zwłaszcza Aramisowi. Brak wielkiej inteligencji nadrabiał niesamowicie wielką siłą fizyczną, która z wiekiem rosła. Pod koniec życia chorował na podagrę. Dobry szermierz, ale trafiał na lepszych od siebie. W intrygach dworskich dużo naiwniejszy od np. przesiadującego wiecznie przy dworze d’Artagnana. Przez Milady określony jako „głupiec i pyszałek” (list do kardynała), niemniej jednak takie podsumowanie jego postaci byłoby krzywdzące: Portos, podobnie jak Atos, nigdy nie rozgrywa przyjaciół dla własnych interesów i darzy ich czysto bezinteresowną miłością.

## Zarys wydarzeń przedstawionych w cyklu o muszkieterach, w których aktywną rolę odgrywa Portos

### Wczesna młodość
Naprawdę nazywał się on Christopher du Vallon i był dość zamożnym szlachcicem. Nie wiadomo dlaczego wstąpił do muszkieterów pod przybranym imieniem Portos. Możliwe, że powodem tego były liczne długi, jakich mógł narobić. Służąc królowi Ludwikowi XIII zaprzyjaźnił się z Atosem, a potem z Aramisem (którego nauczył kilku pchnięć szpadą). Wraz z nimi stworzył nierozłączne trio. Był również utrzymankiem starej i bogatej żony prokuratora Couquenard, którą w opowieściach o niej przedstawiał jako piękną i bogatą księżną.

### Poznanie z d’Artagnanem
W roku 1625 jako drugi z kolei wyzwał na pojedynek d’Artagnana za to, że ten biegnąc potrącił go i odsłonił jego piękny pas – okazało się wówczas, że pas nie był cały haftowany złotem (jak Portos się chwalił) tylko w połowie, w drugiej połowie był zrobiony ze skóry prostej. Portos wściekły, że Gaskończyk ujawnił to przed jego kolegami, wyzwał chłopaka na pojedynek, najpierw jednak jako sekundant zjawił się w klasztorze karmelitów podczas pojedynku Atosa z d’Artagnanem – pojedynek jednak przemienił się we wspólną walkę z gwardzistami kardynała, podczas której Portos stoczył nierozstrzygnięty pojedynek z panem Bicaratt. Obaj zranili się, lecz rozstrzygnięcia starcia długo nie było widać. Dopiero dowódca gwardii kardynała, pan Jussac, nakazał swemu człowiekowi się poddać. Po tej walce d’Artagnan stał się przyjacielem trzech muszkieterów.

### Służba w muszkieterach
Później około roku 1626 cała czwórka wzięła udział w akcji „diamenty królowej”, podczas której Portos został sprowokowany przez agenta kardynała i stanął z nim do pojedynku – walkę jednak przegrał i musiał ranny pozostać w oberży wraz ze sługą Mousquetonem. Leczenie i pobyt w oberży przedłużały się, a wszystko to kosztowało, zaś Portos nie miał za co płacić, gdyż wszystkie swoje pieniądze przegrał w karty z jednym szlachcicem. Liczył na to, że dostanie je od kochanki, ale ta nie wspomogła go sądząc, że przyczyną jego nieobecności w Paryżu jest inna kobieta. Muszkieter musiał więc z wiernym sługą kraść jedzenie z piwnicy z pomocą lassa, ponieważ oberżysta nie chciał im go dawać na kredyt. Dopiero d’Artagnan uratował przyjaciela przywożąc mu prezent od Buckinghama – konia z pięknym rzędem. Dar ów posłużył do spłaty długów i zaciągnięcia nowych. Po powrocie do Paryża Portos zemścił się na kochance adorując w kościele podczas mszy Milady de Winter i podając jej wodę święconą. Następnie w rozmowie z prokuratorową przedstawił Milady jako swoją wieloletnią przyjaciółkę. Zazdrosna kochanka zaprosiła Portosa do siebie na obiad, zaś mężowi przedstawiła go jako swego kuzyna. Mąż oczywiście zorientował się, kim jest muszkieter, ale nie dał tego po sobie poznać. Jedynie dokuczył Portosowi częstując go kiepskim obiadem i słabym winem ze sporą domieszką wody. Portos kulturalnie, nie chcąc dawać prokuratorowi satysfakcji, zachował wszelki uwagi na temat obiadu, dla siebie.

### Pod La Rochelle
Wkrótce potem nadszedł rok 1627 i oblężenie hugenockiej twierdzy La Rochelle. Portos jak inni muszkieterowie musiał zdobyć ekwipunek, nim ruszył na tę wyprawę. Kochanka miała go zaopatrzyć w konia dla niego oraz osiołka dla Mousquetona, jednak z chciwości nabyła jedynie starego bułanka (tego samego, którym d’Artagnan przybył do Paryża) oraz muła. Portos wówczas zrobił kochance awanturę, także ta załatwiła tym razem piękne wierzchowce. Podczas oblężenia La Rochelle Portos jak i inni wykazywał się odwagą. Wraz z Atosem i Aramisem eskortowali kardynała Richelieu do oberży „Pod Czerwonym Gołębnikiem” i podsłuchali tam za pomocą rury od pieca rozmowę Jego Eminencji z Milady o misji, jaką on jej powierzył. Następnego dnia Portos wraz z przyjaciółmi brał udział w obronie przed hugenotami Bastionu Św. Gerwazego, a także w pościgu i samosądzie nad Milady de Winter. Po powrocie z tej misji dowiedział się o śmierci męża swojej kochanki i postanowił ją poślubić. Dlatego też odmówił propozycji d’Artagnana, który proponował mu przyjęcia podpisanej przez kardynała in blanco nominacji na porucznika muszkieterów. Po zakończeniu oblężenia La Rochelle Portos wystąpił z wojska, ożenił się ze swą owdowiałą kochanką i wrócił na ziemie du Vallon.

### Podróż do hotelu markiza Saint Luc i poznanie Raula
W powieści „D’Artagnan” Portos daje się wciągnąć w intrygi Aramisa i z jego polecenia wiezie list dla hrabiny Heleny de Sirle. Podczas tej misji jednak został napadnięty przez trzech ludzi kardynała. Dwóch z nich zabił, ale trzeci z nich ogłuszył go, zabrał mu listy, a potem dopadł Aramisa i pobił go dotkliwie, zabierając mu również inne papiery. Portos jednak odzyskał przytomność i ruszył za swym napastnikiem w pościg. Przypadkiem dotarł do oberży, gdzie spotkał d’Artagnana, który właśnie wszedł w konflikt z hrabią de Montforge, sługą kardynała. Portos więc posłużył przyjacielowi za sekundanta. Pojedynek jednak przerwał sam Richelieu nakazując walczącym pogodzić się ze sobą i wezwał porucznika do siebie powierzając mu ważną misję. Po powrocie do oberży d’Artagnan rozmówił się z Portosem, który opowiedział mu o swojej przygodzie i celu przybycia do Paryża. D’Artagnan uspokoił jednak przyjaciela – ów agent kardynała został napadnięty przez zbójów i zabity, zaś porucznik znalazł przy jego ciele owe feralne listy i zniszczył je na miejscu. Uradowany Portos przyłączył się do d’Artagnana i Atosa, by razem z nimi ruszyć na spotkanie do hotelu markiza de Saint Luc, dokąd wezwał ich listownie lord de Winter. Podczas podróży Portos zatrzymał się w oberży i upił się z księciem Gastonem Orleańskim (bratem króla) i jego kompanami. Pijany zgodził się przyłączyć do spisku przeciw kardynałowi, po czym wciąż pod gazem dojechał na miejsce spotkania, gdzie wytrzeźwiał i o wszystkim zapomniał. Następnie dowiedziawszy się powodów wezwania ich przez lorda wraz z Atosem pojechał do klasztoru Saint Saforin po małego Raula d'Aram, którego Atos adoptował, zaś Portos ofiarował się być mu drugim ojcem. Po wyjeździe z klasztoru do przyjaciół dołączył d’Artagnan. Cała trójka przyjaciół zatrzymała się w oberży i odesławszy wcześniej Raula wraz z wiernym sługą Grimaudem stanęła do walki przeciwko ludziom hrabiego de Montforge, który chciał na rozkaz kardynała pochwycić chłopca. Doszło do ostrej potyczki, podczas której Portos otrzymał strzał w głowę – kula na szczęście tylko drasnęła mu skroń i ogłuszyła go. Kiedy odzyskał przytomność hrabia i większość ludzi nie żyli, zaś Atos i d’Artagnan byli ciężko ranni. Rozwścieczony tym widokiem Portos złapał za belkę i zabił pozostałych przy życiu ludzi hrabiego, po czym wyniósł z gruzów oberży ciężko rannych przyjaciół. Podczas walki jednak zgubił miniaturę swojej żony, której mimo poszukiwań już jej nie odnalazł. Cała trójka powróciła do Paryża, gdzie wkrótce po Portosa przyjechała jego żona i zabrała ze sobą do domu.

### Powrót do służby królewskiej
Portos po ożenku przyłączył do swoich ziem kilka zakupionych ziem oraz dodał do swego nazwiska ich nazwy. Stał się panem w pełnym znaczeniu tego słowa. Wiernego sługę Mousquetona uczynił intendentem swoich ziem i nazywał go teraz pieszczotliwie Mouston. Kilkakrotnie zapraszał do siebie d’Artagnana, jednakże porucznik muszkieterów wciąż był zabiegany i miał liczne obowiązki, więc nie zdołał odebrać zaproszenia na czas. Portos żył po pańsku. Urządzał zabawy, uczty, turnieje. Jednak sąsiedzi posiadający różnego rodzaju tytuły arystokratyczne przekazywane z dziada pradziada często z niego kpili. Wściekły tym Portos wyznał kilku na pojedynek. Kiedy dwóch pierwszych zginęło, reszta przestała się śmiać, ale jednak omijała go szerokim łukiem, co również nie zadowalało Portosa. Po około osiemnastu latach ożenku ex-muszkieter owdowiał i zaczął się nudzić żyjąc praktycznie samemu w swojej pięknej posiadłości (zamku du Vallon).  W roku 1648 jednak kardynał Mazarin nakazał d’Artagnanowi zwerbowanie jego dawnych kompanów do królewskiej gwardii. Porucznik udał się kolejno do swoich przyjaciół, w tym oczywiście do Portosa. Jednak tylko jego zdołał przekonać do ponownego wstąpienia na służbę – Portos liczył na to, że otrzyma za nią tytuł barona. Oprócz niego do wojska musiał pójść załamany tą decyzją wierny Mouston. Kiedy z więzienia uciekł książę de Beaufort, przywódca Frondy, Portos i d’Artagnan w towarzystwie Moustona zaczęli go ścigać, zamęczając przy okazji konie i okazyjnie zmieniając je na inne. Udało im się dopaść uciekinierów, ale zostali zmuszeni do walki z jego eskortą – wówczas okazało się, że są nim Atos i Aramis. Dawni przyjaciele przerwali więc walkę, tym bardziej, że zjawiły się frondyckie posiłki i muszkieterowie musieli uznać swoją porażkę. Wrócili do Paryża z niczym, po czym potajemnie spotkali się z Atosem i Aramisem. Mimo początkowych niesnasek cała czwórka ponownie złożyła sobie przysięgę wiecznej przyjaźni i potajemnie się spotykała w umówionych miejscach. Niedługo potem na skutek zamieszek w Paryżu królowa wraz z kardynałem i młodym królem postanowiła opuścić stolicę Francji i ukryć się w bezpiecznym miejscu. Portos i d’Artagnan umożliwili im to odwożąc ich oraz cały dwór do owego schronienia. Ponieważ jednak dworzanie nie mieli na czym spać obaj muszkieterowie zakupili od chłopów wiązki siana i sprzedali je z zyskiem dworzanom. Jednak Portos kupił go znacznie mniej i potem sam nie miał na czym spać. Musiał więc nieco odkupić od d’Artagnana, który nabył więcej siana.

### Misja w Anglii
Niedługo potem obaj muszkieterowie i wierny Mouston zostali wysłani do Anglii przez Mazarina w celu pochwycenia króla Karola I. Przewodnikiem ich miał być tajemniczy Mordaunt, który okazał się być potem synem Milady de Winter pragnącym pomścić śmierć matki. W Anglii misja dwóch muszkieterów powiodła się, a oprócz króla przyjaciele pochwycili wiernie mu służących Atosa i Aramisa. Szybko jednak umożliwili im ucieczkę i czwórka dawnych muszkieterów razem udała się do Londynu, by pomóc w ucieczce Karolowi I. Najpierw próbowali odbić go z obozu, w którym przebywał odwracając uwagę jego strażników grą w karty, niestety plan się nie powiódł z powodu syna Milady, który zjawił się z rozkazem natychmiastowego odwiezienia króla do stolicy na proces i... rozpoznał katów swej matki. Przyjaciele salwowali się więc ucieczką i w Londynie podjęli ponowną próbę odbicia króla. Przedtem jednak Portos zabił Anglika, który podczas procesu splunął królowi w twarz. Czwórka przyjaciół zrealizowała swój nowy plan uwolnienia króla wynajmując się do budowy szafotu, pod którym wykonali tunel, jakim król miał uciec ze swego więzienia. Dla pewności, że ów plan się powiedzie pozbyli się również kata i jego pomocnika. Jednak mimo ich usilnych starań ten plan także się nie udał, a króla Anglii ściął udający kata Mordaunt. Czterej przyjaciele pochwycili go, ale ten znów im się wymknął i przygotował zasadzkę na statku „Błyskawica”, którym przyjaciele mieli wrócić do Francji. Okręt miał wylecieć w powietrze na pełnym morzu razem z muszkieterami. Na szczęście wierni słudzy Mouston i Grimaud odkryli to i przyjaciele uciekli szalupą z prowiantem pozostawiając swych oprawców na łasce losu (wszyscy oni zginęli w wybuchu, a Mordaunt z ręki Atosa).

### Porwanie kardynała
Po powrocie do Francji Portos i d’Artagnan rozdzielili się z Atosem i Aramisem, po czym obie pary ruszyły w kierunku Londynu. Jednak Mazarin wiedział już od Cromwella wszystko o udziale dwóch królewskich muszkieterów w sprawie Karola I i przyjaciele zostali aresztowani. Mazarin przesłuchał ich, po czym nakazał zamknąć w swoim prywatnym zamku w Rouen. Niedługo potem trafił tam też wstawiający się za nimi Atos. Portos jednak znokautował pilnujących ich strażników i w ich mundurach dzielna dwójka uwolniła Atosa i pochwyciła kardynała Mazarina, również przebywającego w tym zamku. Następnie wraz z Aramisem i Raulem na czele frondystów przyjaciele udali się do zamku Portosa i zmusili Jego Eminencję do licznych ustępstw wobec Frondy i siebie samych – jednym z warunków był tytuł barona dla Portosa. Warunki zostały spełnione i Mazarin odzyskał wolność. Równocześnie kardynał z królową i młodym królem wrócił karetą do Paryża. Tam jednak napadła ich grupa mieszczan dowodzonych przez Rocheforta i pana Bonacieux. Portos w obronie karety śmiertelnie zranił tego drugiego, który umarł kilkanaście minut później w przydrożnym kościele. Portos rozpoznał człowieka, którego zabił, ale nie umiał przypomnieć sobie, kim on jest. Wrócił z d’Artagnanem do oberży i tam ostatecznie pożegnał się z przyjacielem – tytuł barona zadowolił bowiem jego ambicję i postanowił on wrócić do domu. Chciał, by d’Artagnan udał się tam wraz z nim, ale świeżo upieczony kapitan muszkieterów odmówił i Portos wraz z Moustonem wyjechali sami. Przed odjazdem Portos przypomniał sobie wreszcie, kim był człowiek, którego zabił podczas zamieszek. Podzielił się tą wieścią z d’Artagnanem i ruszył w drogę powrotną do domu.

### Intrygi Aramisa
Portos jako baron du Vallon spędzał czas na utarczkach z sąsiadami, urządzaniem zabaw i ćwiczeniem swojej siły fizycznej, która z wiekiem wzrastała. Równocześnie zaczął chorować na podagrę. W roku 1661 Portos dał się wciągnąć w kolejne intrygi Aramisa, obecnie biskupa Vanes. Na jego polecenie osobiście kierował naprawą fortyfikacji zamku Belle-Isle należącym do ministra Fouqueta. Zrobił to głównie z nudów, ponieważ przebywanie w samotności w swojej pięknej posiadłości mocno mu doskwierało. Podczas pracy nad ufortyfikowaniem zamku zaskoczył go d’Artagnan, który na rozkaz Ludwika XIV miał się dowiedzieć, kto i po co fortyfikuje Belle-Isle. Portos nie domyślając się celu wizyty przyjaciele zabrał go do Aramisa i tam cała trójka zjadła obiad. Aramis jednak szybko domyślił się, co naprawdę sprowadziło w te strony kapitana muszkieterów i wysłał potajemnie Portosa z listem do Fouqueta, a niedługo potem sam zjawił się u niego uprzedzając swego pryncypała o wszystkim. Portos, który za dużo wiedział o całej sprawie, został zmuszony przez Aramisa do zostania w domku w Paryżu i nie ruszania się z niego. Odwiedził go jednak d’Artagnan i zabrał do oberży Plancheta na wsi. Tam cała trójka upiła się wspominając dawne czasy.

### Na dworze króla Ludwika XIV
Niedługo potem d’Artagnan przedstawił Portosa Ludwikiem XIV, który radośnie zaprosił barona du Vallon na ucztę, gdzie z zachwytem patrzył na jego apetyt. Obiecał mu również mimochodem możliwość zostania diukiem, co próżnemu Portosowi bardzo odpowiadało. Niedługo potem Raul de Bragelonne poprosił Portosa o sekundowanie mu w pojedynku z markizem de Saint-Again. Portos zgodził się bez wahania, a nawet osobiście udał się do markiza podając mu powody wyzwania od Raula. Kiedy mimo to Saint-Again nie był skłonny do pojedynku baron du Vallon był gotów zmusić go siłą, by ten udał się z nim na miejsce pojedynku. Do tego jednak nie doszło, gdyż markiz był wzywany przez króla, więc baron du Vallon poprzestał jedynie na zawiadomieniu markiza, gdzie ten ma się wstawić. Saint-Again jednak opowiedział o wszystkim królowi, który zakazał mu się bić. Przeciwnik się nie zjawił, więc Raul postanowił z Portosem wrócić do domu. Jednak gdy dowiedział się o tym, iż Atos został aresztowany za obrazę majestatu on i Portos natychmiast ruszyli, by go odnaleźć. W końcu udało się im dostrzec więzienną karetę z Atosem w środku. Kareta nie jechała ani w stronę domu Atosa ani w stronę Bastylii. Myśląc więc, że ma on zostać wywieziony do lasu i skrytobójczy zamordowany, Portos i Raul ruszyli mu na pomoc. Atos jednak i eskortujący go d’Artagnan szybko wyjaśnili przyjaciołom, o co chodzi i do walki nie doszło. Wkrótce potem Portos wraz z innymi dworzanami został zaproszony na bal u Fouqueta w Vaux. Baron musiał sobie sprawić nowe odzienie, ale był mały problem – nie lubił być dotykany podczas brania miary. Zwykle więc brał ubrania na miarę Moustona, który miał zachować taką tuszę jak jego pan, ale wierny sługa roztył się zanadto i ubrania dla barona były za duże. Portos udał się więc do królewskiego krawca pana Percerin i poprosił go o uszycie ubrania dla siebie. Krawiec nie widział jednak możliwości, by mu pomóc. Z pomocą przyszedł mu jednak udający szewskiego terminatora komediopisarz Molier, który wziął od Portosa miarę rysując jego figurę na lustrze oraz pobierając ją z manekinów. Pomysł ów niezwykle spodobał się Portosowi, który nie wiedział, iż posłużył za pierwowzór pana Jourdain w nowej komedii Moliera „Mieszczanin szlachcicem”.

### Intryga z człowiekiem w żelaznej masce
Na balu w Vaux Fouquet miał zostać aresztowany za malwersacje, jakich dopuścił się przed laty. Aramis chcąc to uniemożliwić przeprowadził intrygę z Filipem, bratem bliźniakiem Ludwika XIV. Wciągnął w nią Portosa wmawiając mu, że na tronie zasiada uzurpator, a oni dwaj muszą teraz umożliwić powrót prawdziwego monarchy na tron. Portos i Aramis więc (obaj zamaskowani) podstępem uprowadzili króla z jego sypialni zastępując go Filipem, samego Ludwika zamknęli zaś w Bastylii. Niestety intryga wyszła na jaw, Filipa zdemaskowano, a Portos i Aramis musieli uciekać z kraju. Ten pierwszy jednak sądził, że jadą jedynie po jego tytuł diuka, który król mu wcześniej obiecał – Aramis zaś nie wyprowadzał go z błędu. Po drodze zmienili oboje konie u Atosa (którego widzieli wtedy ostatni raz) i schronili się w zamku Belle-Isle, który niedługo potem był oblegany przez wojska króla dowodzone przez d’Artagnana. Aramis wówczas wyznał Portosowi całą prawdę i zaproponował mu, żeby uciekał on z Francji bez niego. Portos jednak nie chciał opuścić przyjaciela, nawet wtedy, kiedy d’Artagnan zaoferował się, że zabierze go do Paryża i wybłaga u króla łaskę dla niego. Przed walką spisał testament, w którym wszystko zapisał Raulowi de Bragelonne. Następnie on i Aramis przystąpili do obrony twierdzy. Podczas walki Portos wziął do niewoli pana Jerzego de Bicaratt (syn gwardzisty kardynała znanego z „Trzech muszkieterów”). Dwaj przyjaciele puścili go jednak wolno ze względu na znajomość z jego ojcem, po czym stwierdziwszy, że dalsza walka nie ma sensu poddali twierdzę i uciekli z wiernymi ludźmi do jaskini, skąd mieli odpłynąć rzeką do Hiszpanii w chwili, gdy będzie ku temu dogodna sytuacja.

### Śmierć
Niestety królewscy gwardziści, wśród których był Jerzy de Bicaratt urządzili sobie w pobliżu groty polowanie na lisa i przyjaciele zostali zdemaskowani. Długo próbowali ukryć swoją tu obecność zabijając najpierw psy myśliwych, potem ich samych, a wcześniej próbując przekonać młodego Bicaratta, by ten nie alarmował kolegów, że oni tu są. Niestety choć prawie wszyscy myśliwi zostali zabili, to zjawiły się posiłki gwardzistów i walka stała się nieunikniona. Jerzy de Bicaratt postradawszy zmysły po śmierci swoich kolegów jako pierwszy ruszył do walki i Portos z bólem serca zabił go rozbijając mu głowę żelazną rurą, którą potem zabił również wielu jego kompanów. Po czym rzucił na atakujących ich muszkieterów króla beczułkę z prochem. Gdy miała ona wybuchnąć Portosa dopadł atak podagry i nie mógł on swobodnie uciekać. Wybuch beczki odrzucił go daleko, ale nie zabił. Portos wstał silny i odważny jak dawniej. Niestety gdy już był blisko łodzi, w której siedział Aramis i jego ludzie, na skutek wybuchów z sufitu spadła ogromna skała przygniatając go do ziemi. Aramis i jego ludzie próbowali zepchnąć głaz z barków przyjaciela, niestety nic to nie dało i Portos skonał przysypany kamieniami. Aramisowi zaś z trudem udało się uciec. Ziemie Portosa miały za jego udział w spisku ulec konfiskacie, ale d’Artagnan przekonał Ludwika XIV, by ten tego nie robił. Niedługo potem odczytano publicznie testament Portosa, w którym ten wszystko zapisał Raulowi i nakazał mu opiekę nad Moustonem. Zrozpaczony sługa zmarł chwilę później tuląc się do ubrań swego pana, które ten zapisał jemu.

## Portos w filmie
Muszkietera Portosa zagrali następujący aktorzy:
- George Siegmann – Trzej muszkieterowie (1921)
- Charles Martinelli – Trzej muszkieterowie (1921)
- Thomy Bourdelle – Trzej muszkieterowie (1932)
- Moroni Olsen – Trzej muszkieterowie (1935)
- Gig Young – Trzej muszkieterowie (1948)
- Gino Cervi – Trzej muszkieterowie (1953)
- Sebastian Cabot – serial Trzej muszkieterowie (1956)
- Daniel Sorano – Trzej muszkieterowie (1959)
- Bernard Woringer – Trzej muszkieterowie (1961)
- Rolf Arndt – D’Artagnan (1969)
- Frank Finlay – Trzej muszkieterowie-Diamenty królowej (1973)
- Frank Finlay – Czterej muszkieterowie-Zemsta Milady (1974)
- Jacques Le Carpentier – D’Artagnan (1977)
- Valentin Smirnitskiy – D’Artagnan i trzej muszkieterowie (1978), Muszkieterowie w dwadzieścia lat później (1992), Tajemnica królowej Anny lub Muszkieterowie po trzydziestu latach (1993), Powrót muszkieterów lub Skarb Kardynała Mazariniego (2009)
- Frank Finlay – Powrót muszkieterów (1989)
- Oliver Platt – Trzej muszkieterowie (1993)
- Raoul Billerey – Córka d’Artagnana (1994)
- Gérard Depardieu – Człowiek w żelaznej masce (1998)
- John Rhys-Davies – Muszkieterka (2004)
- Ray Stevenson – Trzej muszkieterowie 3D (2011)